# Jablanica
För andra betydelser, se Jablanica (olika betydelser).
Jablanica (kyrilliska: Јабланица) är en ort i kommunen Jablanica i kantonen Hercegovina-Neretva i centrala Bosnien och Hercegovina. Orten ligger vid floden Neretva, cirka 58 kilometer sydväst om Sarajevo. Jablanica hade 4 057 invånare vid folkräkningen år 2013.
Av invånarna i Jablanica är 92,48 % bosniaker, 2,44 % kroater, 1,38 % serber och 0,35 % romer (2013).
Under andra världskriget stred de jugoslaviska partisanerna mot Nazityskland i Jablanica. En järnvägsbro ovanför Neretva sprängdes och den ligger fortfarande kvar.
Jablanica är ett stort turistmål i Bosnien och Hercegovina. De omgivande bergen såsom Plasa, Čvrsnica och Prenj erbjuder både jaktmarker och en mängd olika vandringsleder. En populärt utflyktsmål är Hajdučka Vrata, ett naturfenomen som består av en stående stencirkel där hålet skapats genom vinderosion. Hajdučka Vrata ligger 2 000 meter över havet på berget Čvrsnica.